# Menston
Menston – wieś oraz civil parish w Wielkiej Brytanii, w Anglii, w regionie Yorkshire and the Humber, w hrabstwie West Yorkshire, w dystrykcie Bradford. W 2001 miejscowość liczyła 4660 mieszkańców. 

## Galeria zdjęć

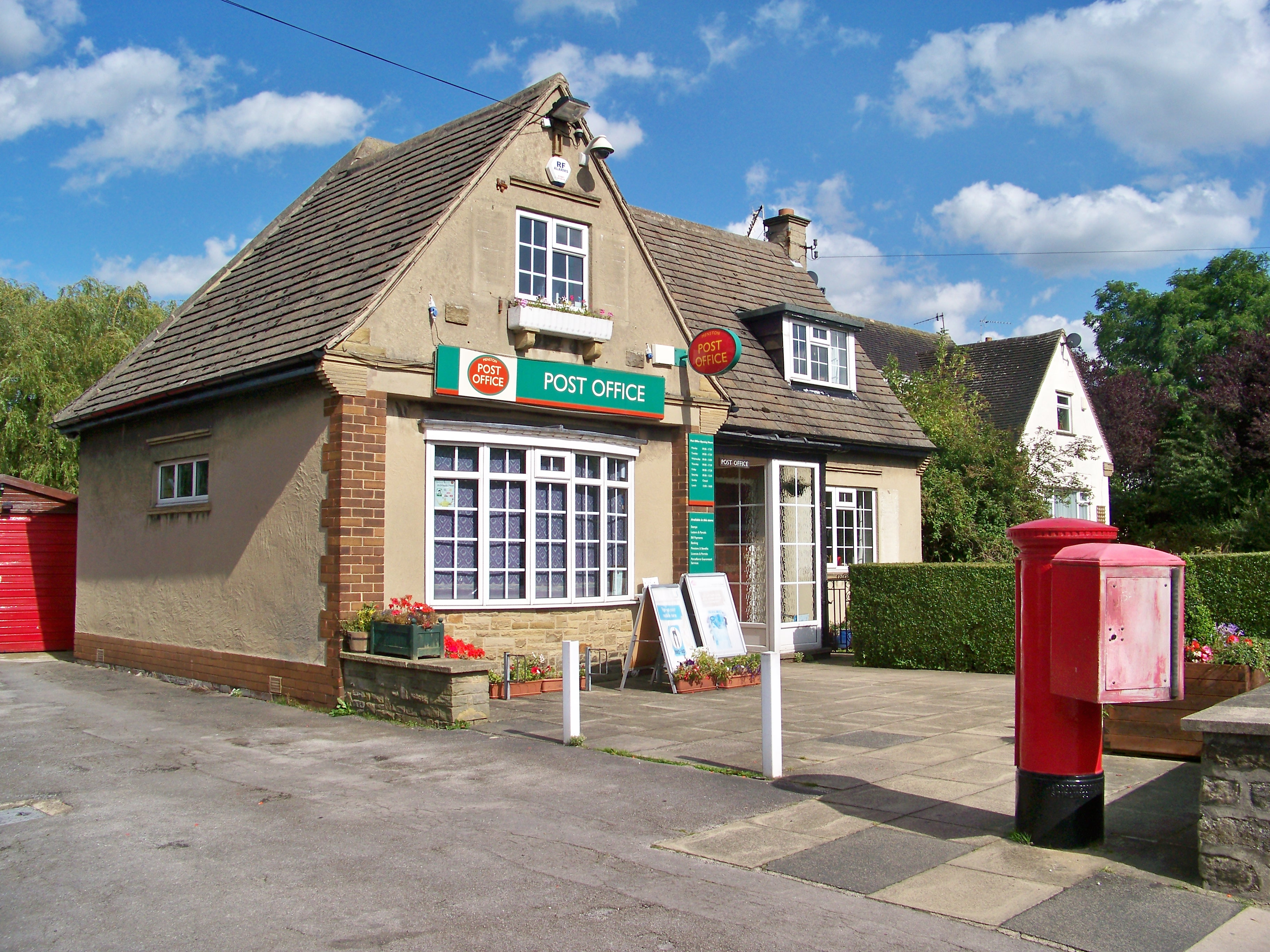
Urząd Pocztowy w Menston
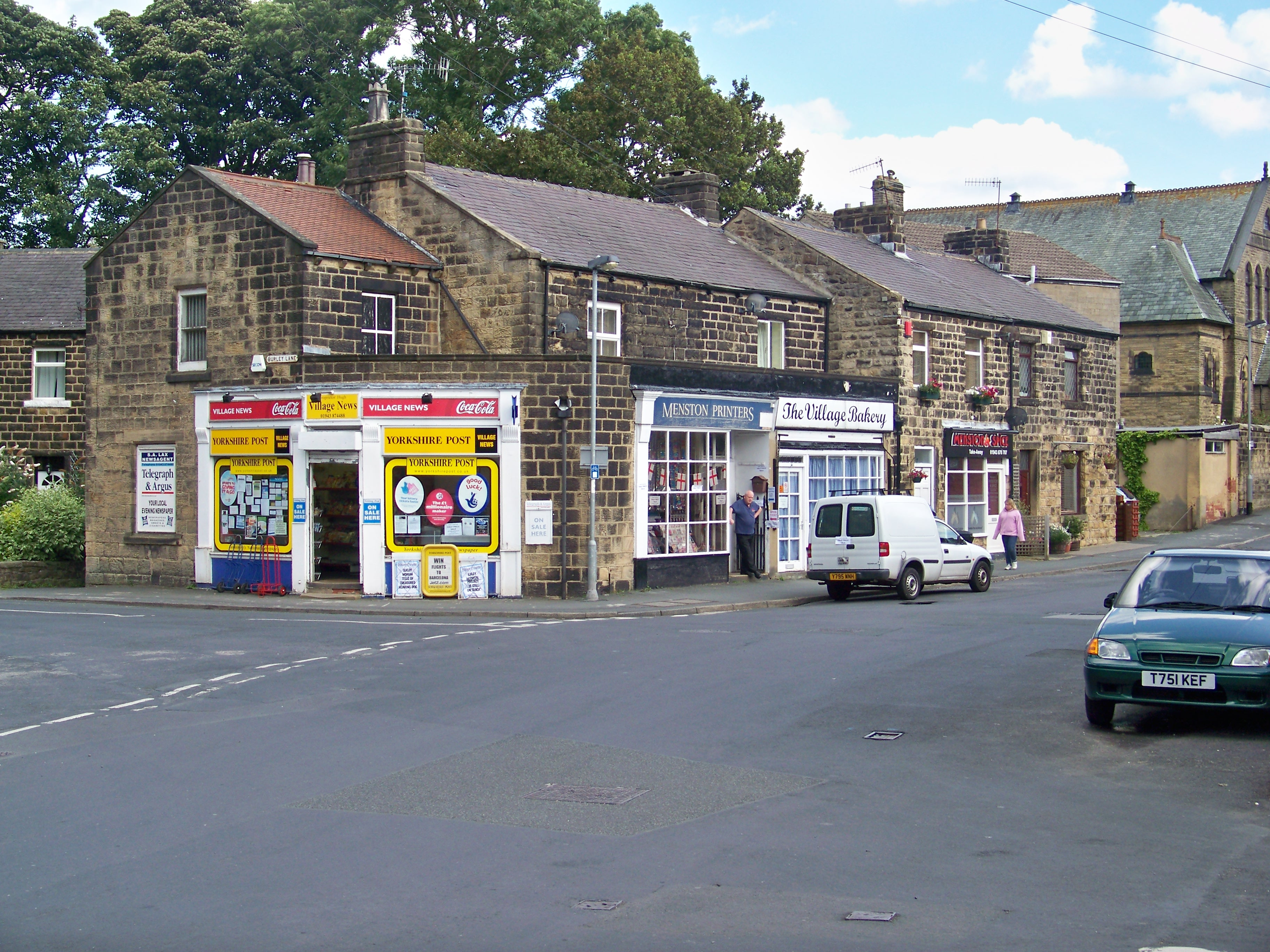
Sklepy na skrzyżowaniu Main Street i Burley Lane
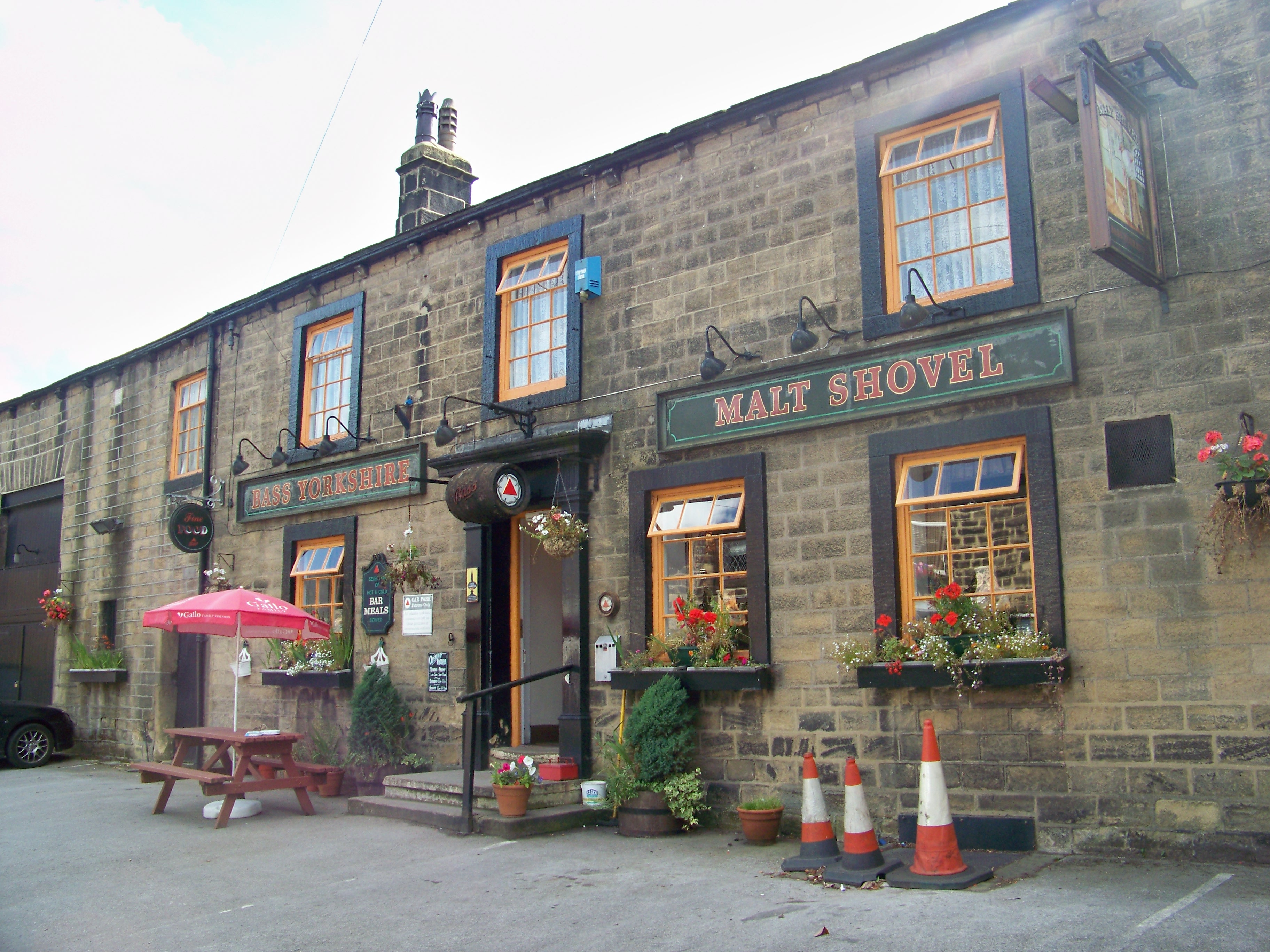
Pub The Malt Shovel
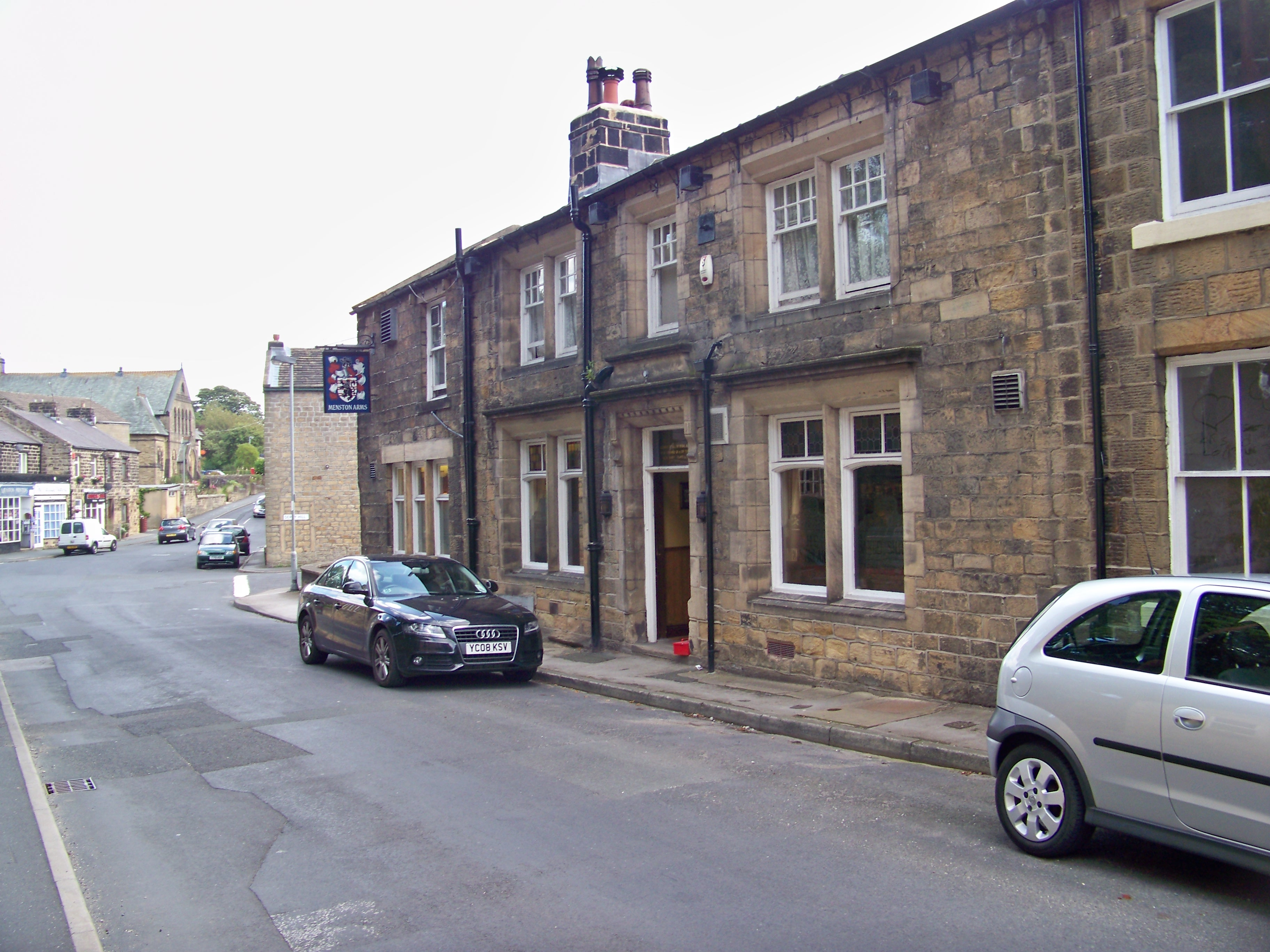
Pub Menston Arms